# 高金浩
高金浩（1956年12月—），男，河北东光人，中华人民共和国政治人物。天津师范大学马列主义研究所科学社会主义专业毕业，研究生学历，法学硕士。

## 生平
1978年加入中国共产党。历任河北省人民政府办公厅副处长，省经贸委副主任，中共河北省委组织部副部长，张家口市委副书记、市长，省委政法委副书记，省食品药品监督管理局局长，省发展和改革委员会副主任等职。2011年1月任河北省交通运输厅党组书记，3月任厅长。